# 御手浜
御手浜（おてはま）とは、大名が藩内の軍事用あるいは民生用のために自力で設置・管理・運営を行った塩田のこと。
江戸幕府の下総行徳（千葉県市川市）、徳島藩の阿波徳斎浜（徳島県鳴門市）、備中松山藩の備中勇崎浜（岡山県倉敷市）、伊予松山藩の伊予三津浜（愛媛県松山市）などがあげられる。
これらの塩田は一般の塩田に比べて特別な保護と統制の両方が加えられていた。